# DDR-Meisterschaft im Straßenrennen der Frauen 1979
Die DDR-Meisterschaft im Straßenrennen der Frauen 1979 fand am 25. August in Greiz in Thüringen statt und wurde als Eintagesrennen ausgetragen. Siegerin wurde Heidi Klawitter.

## Strecke
Das Straßenradrennen führte über einen bergigen Kurs von 45 Kilometern. Ausgetragen wurde das Meisterschaftsrennen im westlichen Thüringen.

## Rennverlauf
Rund 30 Radrennfahrerinnen stellten sich dem Starter. Kurz nach dem Start stürzte die spätere Siegerin. Bei Halbzeit des Rennens hatte sie ihren dadurch entstandenen Rückstand als Solistin aufgeholt. Das Ziel erreichte Heidi Klawitter nach einem erfolgreichen Ausreißversuch als Solistin mit deutlichem Vorsprung.

## Ergebnis
| Platz | Name             | Verein                  | Zeit (h)        |
| ----- | ---------------- | ----------------------- | --------------- |
| 01.   | Heidi Klawitter  | SSG Bad Lausick         | 1:33:25         |
| 02.   | Andrea Fischer   | SSG Bad Lausick         | + 1:07 Minuten  |
| 03.   | Siegrun Kießling | Einheit Leipzig-Ost     | + 9:10 Minuten  |
| 04.   | Sabine Zierold   | BSG Einheit Radebeul    | + 12:35 Minuten |
| 05.   | Wartmann         | BSG Motor Optima Erfurt | gl. Zeit        |
| 06.   | Guba             | BSG Elektronik Gera     | gl. Zeit        |
| 0 …   |                  |                         |                 |